# Statistiska samfundet i Finland
Statistiska samfundet i Finland (finska: Suomen tilastoseura) är en finländsk statistisk organisation. 
Statistiska samfundet, som har sitt säte i Helsingfors grundades 1920 i syfte att utveckla den statistiska teorin och dess tillämpning samt att vara en förbindelselänk mellan statistiker och andra statistikintresserade. Föreningen stöder medlemmarnas statistiska forskningsarbeten, ordnar föredrag och diskussioner, samarbetar med motsvarande organisationer i andra länder och bedriver publikationsverksamhet. Samfundet ger bland annat ut en årsbok sedan 1975 och publicerar avhandlingar i statistik. Sedan 1978 delar man årligen ut Leo Törnqvistpriset (uppkallat efter Leo Törnqvist) till den statistikstuderande som under året har skrivit den bästa pro gradu-avhandlingen. Samfundet är anslutet till Vetenskapliga samfundens delegation.